# Faraba (Kati)
Faraba is een gemeente (commune) in de regio Koulikoro in Mali. De gemeente telt 12.400 inwoners (2009).
De gemeente bestaat uit de volgende plaatsen:
- Bagayokobougou
- Bougouba
- Chocoro
- Daracoro
- Dagabo
- Faraba
- Sambia
- Sankama
- Sicoro
- Siman
- Tiémokola
- Tounoufou